# Hemerobius pallidus
Hemerobius pallidus là một loài côn trùng trong họ Hemerobiidae thuộc bộ Neuroptera. Loài này được Uddman miêu tả năm 1790.